# Aichi Kanjō Tetsudō
Aichi Loop Railway Co.,Ltd (愛知環状鉄道株式会社?, Aichi Kanjō Tetsudō Kabushiki-gaisha), chiamata anche Aikan (愛環?), è una compagnia di trasporto passeggeri che gestisce una linea ferroviaria nella prefettura di Aichi in Giappone. La società svolge inoltre attività nel settore assicurativo, immobiliare e delle agenzie di viaggio.
Il quartier generale e gli stabilimenti della Toyota Motor Corporation si trovano lungo la linea Aikan.

## Storia
Dal 1965 le Ferrovie Nazionali Giapponesi costruirono un collegamento ferroviario a est di Nagoya, ma i progressi della costruzione si fermarono presto a causa di problemi di finanziamento. Solo il tratto tra le stazioni ferroviarie di Okazaki e Shin-Toyota fu completato nel 1976 , ma fin dall'inizio era in deficit. Nel luglio 1984, le Ferrovie Nazionali annunciarono che avrebbero venduto questa e la sezione ancora non costruita tra Shin-Toyota e Kōzōji a una compagnia ferroviaria sostenuta dalle autorità locali il prima possibile. Nello stesso mese sono iniziati i negoziati con la Prefettura di Aichi e le città di Kasugai, Okazaki, Seto e Toyota. Nell'agosto 1985 i partner negoziali si accordarono in linea di principio sulla realizzazione dell'intera tratta e sulla sua cessione ad una compagnia ferroviaria non ancora fondata. Il 19 settembre 1986 fu formalmente fondata l'Aichi Kanjō Tetsudō (Aikan). La licenza d'esercizio fu rilasciata il 9 ottobre dello stesso anno e il permesso di costruire sei giorni dopo. Le operazioni iniziarono il 31 gennaio 1988.

## Azionisti
Aikan è una compagnia ferroviaria del cosiddetto terzo settore, sostenuta principalmente dalle autorità locali. Il capitale sociale di 9.475 miliardi di yen è così suddiviso (2019):
- Prefettura di Aichi: 40,3%
- Città di Toyota: 18,6%
- Città di Seto: 8,9%
- Città di Okazaki: 7,8%
- Toyota Motor Corporation: 4,8%

## Linee ferroviarie
L'unico percorso gestito dalla Aikan è la Linea circolare di Aichi, lunga 45,3 km, che va da Kasugai a Okazaki via Seto e Toyota. Ci sono incroci con la rete di collegamenti JR Central ad entrambe le estremità.

## Materiale rotabile
Sul percorso, completamente elettrificato con una tensione di 1500 V CC, vengono utilizzate 40 automotrici della serie 2000, consegnate da Nippon Sharyo tra il 2002 e il 2009. Sono lunghi 20,10 m, larghi 2,978 m e alti 4,02 m. La sua velocità massima è di 120 km/he il suo peso a vuoto è di 68,3 tonnellate. Una carrozza offre 107 posti a sedere e 179 posti in piedi. Di norma vengono riuniti in treni con due o quattro vagoni. Sostituirono le carrozze della serie 100 che erano state rilevate dalle Ferrovie Nazionali Giapponesi.